# Атсонупури
Атсонупури (на руски: Атсонупури; на японски: 阿登佐岳) (Еторофу-Атосанупури, Арайса, Атоса, Атосанупури, Еторофу-Атоса-даке, Атосанобори) е активен стратовулкан в южната част на остров Итуруп, принадлежащ към веригата на Южните Курилски острови, Сахалинска област на Русия. Вулканът се намира на 150 км от остров Хокайдо, а Итуруп, който отстои от Хокайдо на 230 км е обект на териториален спор между Русия и Япония. В съответствие с Конституцията на Руската федерация, островът е част от територията на Русия, а според административно-териториалното деление на Япония той е част от окръг Немуро, префектура Хокайдо в Япония.

## Описание
Атсонупури е действащ, конусовиден, преобладаващо базалтов стратовулкан, образувал едноименен полуостров на западното крайбрежие на остров Итуруп. Полуостровът се вдава в Охотско море и е свързан с Итуруп с нисък провлак с надморска височина само 30 м, образуван по-късно от натрупване на седименти. Името на вулкана е на айнски език и означава „противоположна планина“.
Вулканът е от типа Сома-Везувий. Представлява комплекс от останките на древен вулкан, унищожен, поради експлозия или срутване, при образуването на голяма калдера. Изригването е станало през късния Плейстоцен или ранния Холоцен. То формира остров с височина 1500 м, който по-късно се свързва с Итуруп чрез натрупване на ерозионни материали и седименти. Оформя се пръстеновиден вал, в средата на който по-късно изниква по-млад вътрешен вулканичен конус. Днес този конус се издига на височина 1205 м над морското равнище и на 300 м над ръба на старата калдера.
Лавата, изхвърлена от централния конус е преобладаващо базалтово-андезитна и хиперстен-базалтова с фенокристали от плагиоклаз, оливин и клинопироксен. Микролитите са изградени от същите минерали.
В наше време ръбът на 2-километровата калдера е с височина около 900 м над морското равнище и е запазен само в югоизточната си част. На северозапад се спуска към морето със стръмен откос, голяма денивелация и достига до 1000 м под водната повърхност. С останките от ръба на калдерата граничи една 140-метрова подводна тераса. Източната и западната част на стария вулкан са скрити под натрупвания на материали от новия конус, но контурите му се забелязват под тънката пирокластична покривка. На югоизток, между ръба на калдерата и конуса, има малко, плоско атрио – пръстеновидна долина при двойните вулкани.
Външните флангове изглеждат като премазани и на тяхно място са се появили плитки долини, през които се спускат малки, непостоянни потоци. Горните склонове са затрупани от шлака и вулканични бомби, продукт от ерупцията на централния конус. Черните пирокластични депозити променят цвета си нагоре в червеникав, което говори за много висока температура при изригване и по-късна вторична оксидация. Долните скатове са покрити с дървета и храсти. По морския бряг и близо до град Лесозаводский, на 6 км от ръба на калдерата, се виждат вълнообразните краища на базалтови лавови потоци.
Кратерът на върха на централния конус е разположен в посока югозапад – североизток и има формата на овална фуния с размери 400 х 500 м и видима дълбочина над 100 м. На североизток и югозапад ръбовете му са по-ниски и оформят нещо като „врати към кратера“. На северозапад от него е оформена голяма клисура.

## Активност
Изригванията на вулкана, в по-голямата си част, са Стромболийски тип. Вулканите от този вид се характеризират с чести, но слаби изригвания с вулканичен експлозивен индекс 2 – 3, а лавата е с голям вискозитет и сравнително ниска температура. Изригванията могат да се повтарят в интервал от минута до един час. Придружени са от слаби взривове и почти непрекъснато изхвърлят газове и късове лава.
Известните исторически изригвания са само две. Първото започва на 5 септември ± 4 дни 1812 и протича с вулканичен експлозивен индекс 2. Второто става през 1932 г. с ВЕИ = 1.
Сеизмичата станция в Лесозаводский от време на време отчита серия от слаби земетресения с център под Атсонупури.